# 西灣亭

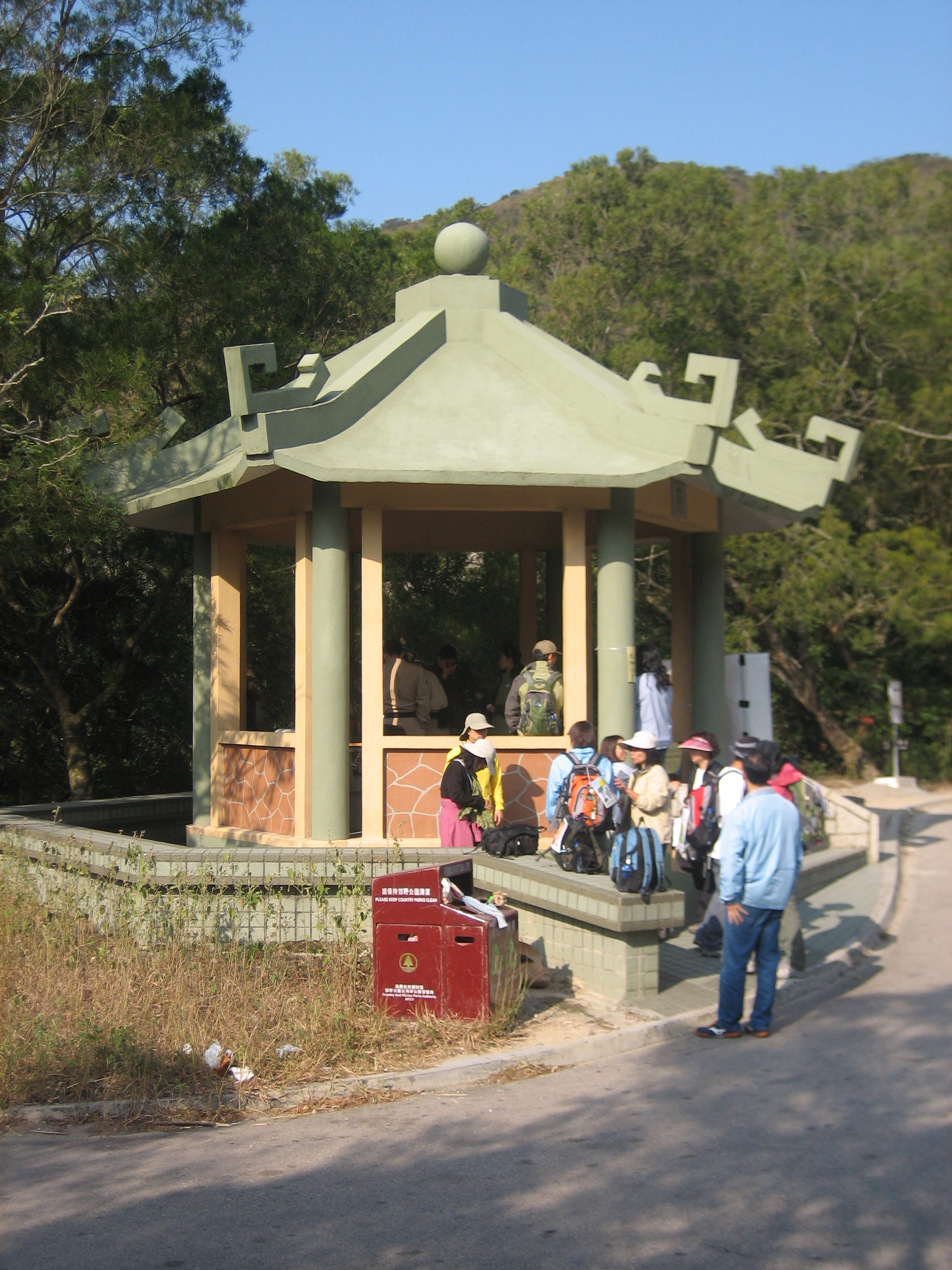
西灣亭

西灣亭是香港西貢區的一座凉亭，位於西貢西灣路的盡頭處、通往西灣村之小路的起點，可以眺望萬宜水庫及糧船灣洲等地方，由西貢區議會出資興建。目前遊客除步行外，亦可以乘搭的士和居民巴士NR29前往。